# Da Tweekaz
Da Tweekaz ist ein norwegisches Hardstyle-Duo, bestehend aus Kenth Kvien und Marcus Nordli, das seit 2012 in Belgien beheimatet ist. Seit 2017 produzieren sie auch Happy Hardcore unter dem Alias Tweekacore.

## Karriere
Kenth Kvien und Marcus Nordli lernten sich in Oslo, der Hauptstadt in Norwegen kennen. Sie experimentierten viel mit verschiedenen Musikstilen, bis sie sich vollständig auf die Hardstyle-Musik fokussierten. 2007 gründeten sie schlussendlich das Musikprojekt Da Tweekaz und schickten erste Demos an verschiedene Plattenlabel. Die Lieder Angeli Domini und Crowsong gelangten dabei ins Internet. 2008 unterschrieben sie einen Vertrag beim italienischen Plattenlabel „DJ’s United Records“, in dessen Folge die Lieder The Past und Da Bomba veröffentlicht wurden. Zur selben Zeit verpflichtete auch das Plattenlabel „Spider Records“ das Duo für das Release des geleakten Track Angeli Domini.
2009 traten sie beim norwegischen Hardstyle-Festival Hardstyle DNA erstmals vor Festivalpublikum auf. Für das Jahr 2010 wurden sie ein weiteres Mal gebucht und produzierten zeitgleich die offizielle Hymne DNA. Dieser Track markierte ebenfalls ihr erstes Release auf dem belgischen Plattenlabel „Dirty Workz“, mit dem sie durch ein belgisches Forum in Kontakt kamen. Es folgten diverse Bookings in den Niederlanden und in Belgien, insbesondere vom Veranstalter Q-Dance, weshalb sie 2012 für kurze Zeit in die Niederlande zogen. 2012 platzierten sie sich erstmals in den DJ-Mag-Top-100, wo sie auf Platz 99 einstiegen. Im Folgejahr rückte sie bis auf Platz 86 vor.
Am 11. Juli 2013 veröffentlichten sie in Zusammenarbeit mit dem Duo Wasted Penguinz das Lied Island Refuge, das die offizielle Hymne des The-Qontinent-Festival darstellt, auf dem sie ebenfalls als Headline zu sehen waren. 2014 veröffentlichten sie im Zuge des #Tweekay14-Projekts jeden Monat ein Lied, aus welchen dann am Jahresende eine limitierte Kompilation zusammengestellt wurde. Des Weiteren produzierten sie die Hymne der Freaqshow 2014, die den Titel Celebration of Sin trug. Sie landeten Ende des Jahres auf Platz 66 der DJ-Mag-Top-100, rutschten 2015 jedoch auf Platz 79 ab.
2016 veröffentlichten sie wie 2014 wieder monatlich ein Lied mit dem Hashtag #Tweekay16. Des Weiteren arbeiteten sie mit unter anderem Code Black und Darren Styles zusammen und veröffentlichten das Follow-Up zu dem 2015 erschienenen Lied Wodka. Dieses trug den Titel Tequila. Ende 2016 platzierte sie sich auf Platz 71 der DJ-Mag-Charts und rückten 2017 bis auf Platz 62 vor. Ebenfalls 2017 erschienen Kollaborationen mit Sub Zero Project und ein weiteres Mal mit Code Black. Des Weiteren produzierten sie zusammen mit Coone das Lied D.W.X., ein Flashback zum 10-jährigen Jubiläum von Dirty Workz und einen Remix zum Thema der US-amerikanischen Fantasy-Fernsehserie Game of Thrones. Außerdem riefen sie ihr neues Alias Tweekacore ins Leben, unter dem sie fortan Produktionen aus dem Bereich des Happy Hardcores veröffentlichten.
Anfang 2018 wurde ihr neues Happy Hard Label zusammen mit Darren Styles unter dem Namen Electric Fox vorgestellt. Gemeinsam spielten sie 2018 auf dem Defqon.1-Festival ein B2B-Set mit Styles unter ihrem Pseudonym Tweekacore und veröffentlichten eine gemeinsame Single. Des Weiteren erschien neben einer Coverversion des Evanescence-Liedes Bring Me to Life und einer Kollaboration mit Sephyx auch das Lied Jägermeister, das sich zu einem Erfolg entwickelte. Sie schlossen das Jahr auf Platz 76 der DJ-Mag-Top-100 ab.
Nach einer Kollaboration mit Refuzion, erschien am 19. April 2019 eine Coverversion des Liedes Scatman (Ski-Ba-Bop-Ba-Dop-Bop) von Scatman John aus dem Jahr 1994 als kostenloser Download. Nach über neun veröffentlichten Songs wurden sie 2019 auf Platz 68 der DJ-Mag-Top-100 platziert.
Seit geraumer Zeit sind Da Tweekaz zusammen mit Coone und Harddriver unter dem Namen „The Elite“ bekannt.
|  |  |  |  |
|  |  |  |  |

## Mitglieder
- Kenth Kvien (* 11. Mai 1987 in Gjøvik)
- Marcus Nordli (* 15. September 1987 in Oslo).[11][12]

## Musikstil
Der Musikstil von Da Tweekaz wird überwiegend in den Bereich des Euphoric Hardstyle oder „Ballermann-Hardstyle“ eingeordnet. Markant für ihr Auftreten ist auch der Einsatz von Humor, der in ihren Videos und Liedern eine große Rolle spielt. Insbesondere Wodka, Tequila und Jägermeister (letzterer wurde zum Ballermann-Hit auf Mallorca) spiegeln dies wider. Alle drei Lieder orientieren sich an dem Land, für die das Getränk steht, somit wurden russische, mexikanische und süddeutsche musikalische Aspekte parodiert. Auch visuell wurde dies humorvoll in den Videos verarbeitet. Des Weiteren veröffentlichten sie 2010 das Lied Duck Tool, dessen Topline aus dem Quietschen eines Quietscheentchens bestand. Mit diesem Sound parodierten sie auch die 2015 und 2016 veröffentlichten Defqon.1-Hymnen. Sie sind bekannt für ihre Hardstyle-Remixe von Blue (Eiffel 65), Faded (Alan Walker) und The Hanging Tree (The Hunger Games). Außerdem veröffentlichten sie Remixe von Liedern aus verschiedenen Disney Filmen z. B. Let It Go (Die Eiskönigin – Völlig unverfroren), How Far I'll Go (Moana) oder Circle Of Life (Der König der Löwen).

## Diskografie

### Alben
- 2012: Time 2 Shine

### Kompilationen
- 2014: #Tweekay14: The Ultimate Collection (limitiert auf 250 Exemplare)
- 2016: #Tweekay16: The Ultimate Collection (limitiert auf 400 Exemplare)
- 2018: 10 Years Da Tweekaz – The Definitive Collection

### EPs
- 2010: DNA
- 2010: Examination of Time
- 2011: Nothingness
- 2011: People Against Porn
- 2012: Become
- 2013: The Remixes
- 2015: Wipeout

### Singles (Auswahl)
2008:
- Angeli Domini
- The Past / Da Bomba

2009:
- Inferno (Summer Angel 2009 Anthem)

2010:
- Examination of Time

2011:
- People Against Porn

2013:
- Real Love
- Island Refuge (The Qontinent 2013 Anthem) (mit Wasted Penguinz)

2014:
- Music Is My Drug (feat. Anklebreaker)
- Zero Fuck Given (feat. MC V)
- Weapons of Love (mit Atmozfears feat. Popr3b3l)
- Ran Away (feat. Ghost Wars)
- #Tweekay14
- Your Love (feat. Popr3b3l)
- Intermission
- Letting Go (feat. Elke Diels)
- Little Red Riding Hood
- Unlock the Power (Bassleader 2014 Anthem)
- Hewwego
- Celebration of Sin (Freaqshow Anthem 2014)

2015:
- Wodka
- Get Down

2016:
- Freedom (mit Neilio)
- The Hitmen (Midnight Mafia Anthem 2016) (feat. MC D)
- Heroes (mit Darren Styles)
- Good Vibes (mit Refuzion)
- Hardstyle Pirates (feat. Anklebreaker)
- Full Control (mit Frequencerz)
- #Tweekay16
- See the Light (mit Code Black & Paradise)
- Tequila
- Tomorrow (feat. Matthew Steeper)

2017:
- DRKNSS (mit Sub Zero Project)
- D.W.X. (10 Years Dirty Workz Mix) (mit Coone)
- How Far I’ll Go
- Komon
- Game of Thrones
- Heart like Mine (mit Code Black & Adrenalize feat. Matthew Steeper)

2018:
- Respect (mit Anklebreaker)
- Essence of Eternity (Reverze Anthem 2018)
- Partystarter (als Tweekacore mit Darren Styles)
- This Is Special (mit Sephyx)
- Bring Me to Life (mit HALIENE)
- Jägermeister
- Back and Forth
- Forever
- Together (feat. Matthew Steeper)

2019:
- Because of You (mit Refuzion)
- Scatman
- The Elite (mit Coone & Hard Driver)
- Tweekalution
- We Are Fighters (mit Destructive Tendencies)
- Anything (mit D-Sturb)
- Circle of Life (mit David Spekter)
- Keep On Rockin‘ (mit Crystal Lake)
- The Wire (mit Diandra Faye)
- Take Me Away (mit Sound Rush)

2020:
- Power of Perception (Reverze 2020 Anthem) (mit Coone & Hard Driver)
- We Made It (mit LNY TNZ & The Kemist)
- Adrenaline (mit Wildstylez feat. XCEPTION)
- Moskau (mit Harris & Ford)
- Shake Ya Shimmy (mit Code Black)
- The Sound of (mit Coone, Hard Driver & Diandra Faye)
- Thunder (mit Sound Rush, feat. XCEPTION)
- I'm With You (mit Gammer)
- So Good (mit Refuzion)
- Toss a Coin to Your Witcher (mit Coone, Hard Driver, Bram Boender)
- Clarity (mit XCEPTION)
- Devil In My Arms (mit Coone & Hard Driver)

2021:
- Heroes Of Today
- So Easy (mit LNY TNZ)
- A Thousand Journeys (mit Coone & Hard Driver)
- Ich schenk dir einen Jodler (mit Oesch’s die Dritten)
- Shotjee (mit Bassbrain)

2022:
- White Lines
- Can Can (Hardstyle Mix) (mit High Level)

### Remixe
2008:
- Sebulba – Reveal Our Existence

2011:
- Coone – Million Miles

2012:
- Demoniak – The World Needs to Hear

2013:
- Mark with a K – Music Is My Alibi
- Coone & Scope DJ – Traveling

2014:
- Darren Styles & Gammer – You & I

2015:
- Darren Styles & Re-Con feat. Matthew Steeper – Rest of Your Life

2016:
- Mark with a K – See Me Now
- DJ Paul Elstak – Luv U More
- Darren Styles & Da Tweekaz – Heroes

2017:
- TheFatRat feat. Laura Brehm – The Calling
- Darren Styles – Us Against the World

2018:
- LNY TNZ – We Go Up
- Yoji Biomehanika – Hardstyle Disco (mit Sub Zero Project)
- W&W x Darren Styles feat. Giin – Long Way Down

2019:
- Ti-Mo – Stay

2020:
- Tungevaag – Knockout

2021
- Showtek & Sevenn – Pum Pum

2023
- Alessandra – Queen of Kings (mit Tungevaag)